# Vesela jesen 1997
XXX. Vesela jesen je potekala 25. oktobra 1997 v dvorani Tabor v organizaciji Radia Maribor. Vodila sta jo Ida Baš in Dušan Tomažič, orkestru pa je dirigiral Edvard Holnthaner. Večer je poleg tekmovalnega dela obsegal tudi retrospektivnega (ob 30-letnici festivala), v okviru katerega so nastopili Lidija Kodrič (prva zmagovalka), Branka Kraner, Lado Leskovar, Alenka Pinterič, Damjan Zih, Tomaž Domicelj, Alfi Nipič, Jože Kobler, New Swing Quartet, Edvin Fliser, Zorica Fingušt in Boris Rošker.

## Tekmovalne skladbe
Izborna komisija v sestavi Mihaela Koletnik, Urška Čop, Đuro Penzeš, Teo Korban, Edvard Holnthaner in Zinka Zorko je izmed 76 prijav za festival izbrala naslednjih 16:
| #   | Naslov pesmi           | Izvajalec                 | Avtorji (glasbe – besedila – aranžmaja)                      |
| --- | ---------------------- | ------------------------- | ------------------------------------------------------------ |
| 1.  | Srečna štorija         | Vesele Štajerke           | Igor Podpečan – Franc Ankerst – Jože Privšek                 |
| 2.  | Zdej so drugi cajti    | Majda in Franci Rebernik  | Milan Ferlež – Majda Rebernik – Ferlež                       |
| 3.  | Gwas s pwanin          | Ljubica & Dušan           | Marjan Golob – Mitja Šipek – Jože Privšek                    |
| 4.  | Adijo Barka            | Patricija Diklič          | Edvin Fliser – Metka Karba Jauk – Jože Privšek               |
| 5.  | Holcarji               | Ans. Allegro              | Konrad Doler – Anica Dolar – Edvard Holnthaner               |
| 6.  | Ramonika rap           | Mi2                       | Jernej Dirnbek – Dirnbek – Danilo Ženko                      |
| 7.  | Pridi z nami           | Ans. Metulj               | Robert Režonja – Režonja – Jože Privšek                      |
| 8.  | Najlepše je pr' nas    | Bluegrass Hoppers         | Marko Logar – Logar – Danilo Ženko                           |
| 9.  | U Pliberci u jormaci   | Samir Kobler              | Rajko Stropnik – Anita Hudl – Dečo Žgur                      |
| 10. | Melodije vesele jeseni | Jolanda Anžlovar          | Oto Pestner – Ivan Sivec – Pestner                           |
| 11. | Ljubezen trofi vse     | Natalija & Rosa           | Edvin Fliser – Anita Hudl – Jože Privšek                     |
| 12. | Šmarence               | Alenka & Monika Heričko   | Boris Rošker – Metka Karba Jauk – Jože Privšek               |
| 13. | Stopili smo skup       | Fraj kinclari             | Cveto Bor – Dušan Waldhuther, Barbara Ajdišek – Jože Privšek |
| 14. | Čar Koroške            | Maja Pur & Zdovčeve dečve | Boris Rošker – Mitja Šipek – Jože Privšek                    |
| 15. | Tu san ges doma        | Ans. Nova legija          | Robert Ciglar – Zvonko Zorjan – Edvard Holnthaner            |
| 16. | Pod tvojim oknom       | Ans. Zasavci              | Oto Pestner – Rudi Medved – Pestner                          |

Podelili so pet nagrad: za najboljšo narečno popevko po izboru organizatorja (Fraj kinclari − Stopili smo skup), nagrado občinstva v dvorani – zlati klopotec (Fraj kinclari − Stopili smo skup), nagrado poslušalcev radijskih postaj – zlati mikrofon, nagrado za najboljšo narečno besedilo in najboljši aranžma.